# إكوما (نارا)
مدينة إكوما (بالإنجليزية: Ikoma)‏ هي أحد المدن التابعة لمحافظة نارا. تأسست رسميًا في 01/11/1971. ويقدر عدد سكانها بـ 115359 نسمة حسب تقدير مكتب الإحصاء الياباني لعام 2012. تبلغ مساحة إكوما 53.18 كم2. بكثافة سكانية تبلغ 2169 نسمة/كم2.

## معرض صور

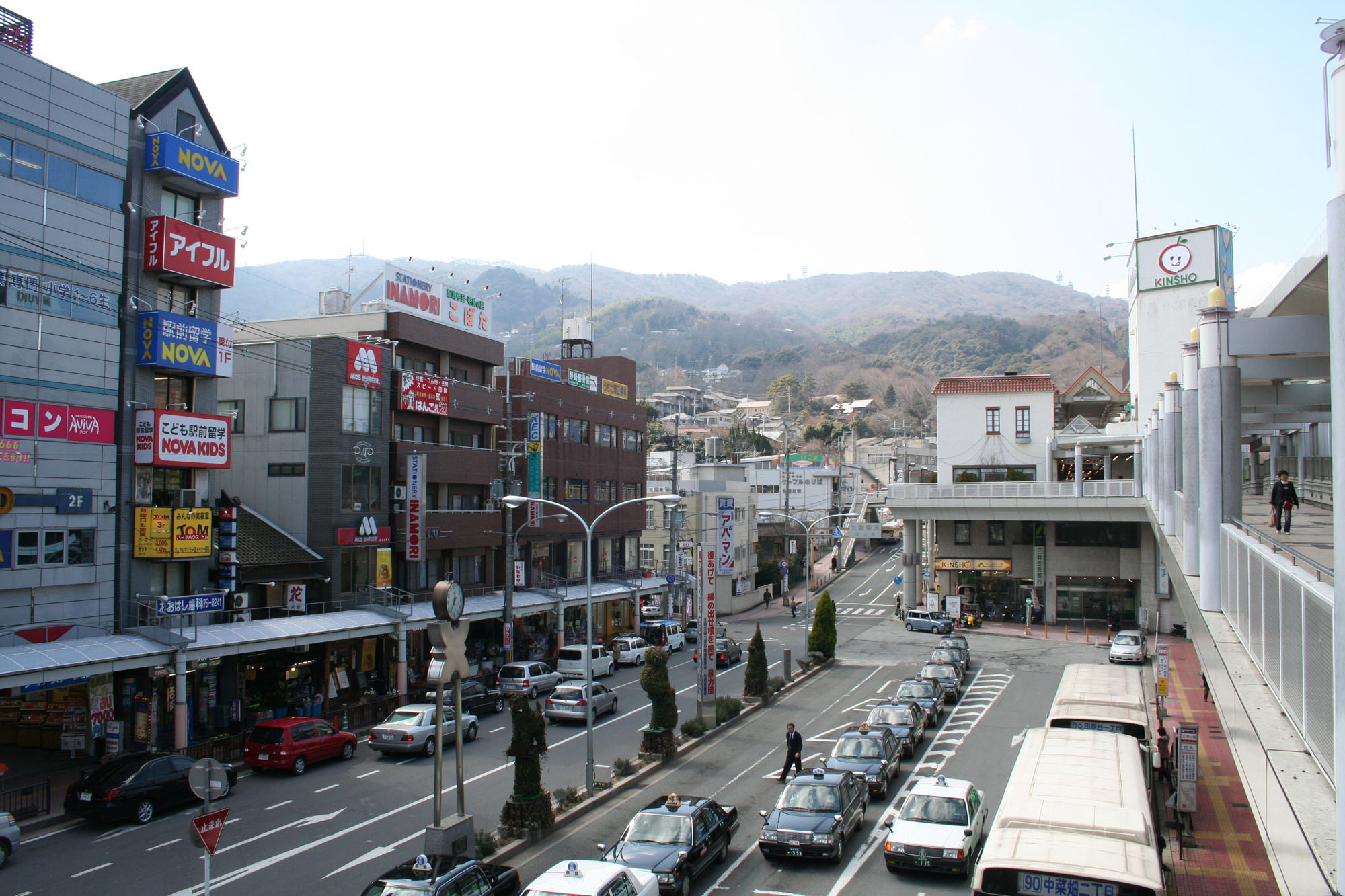
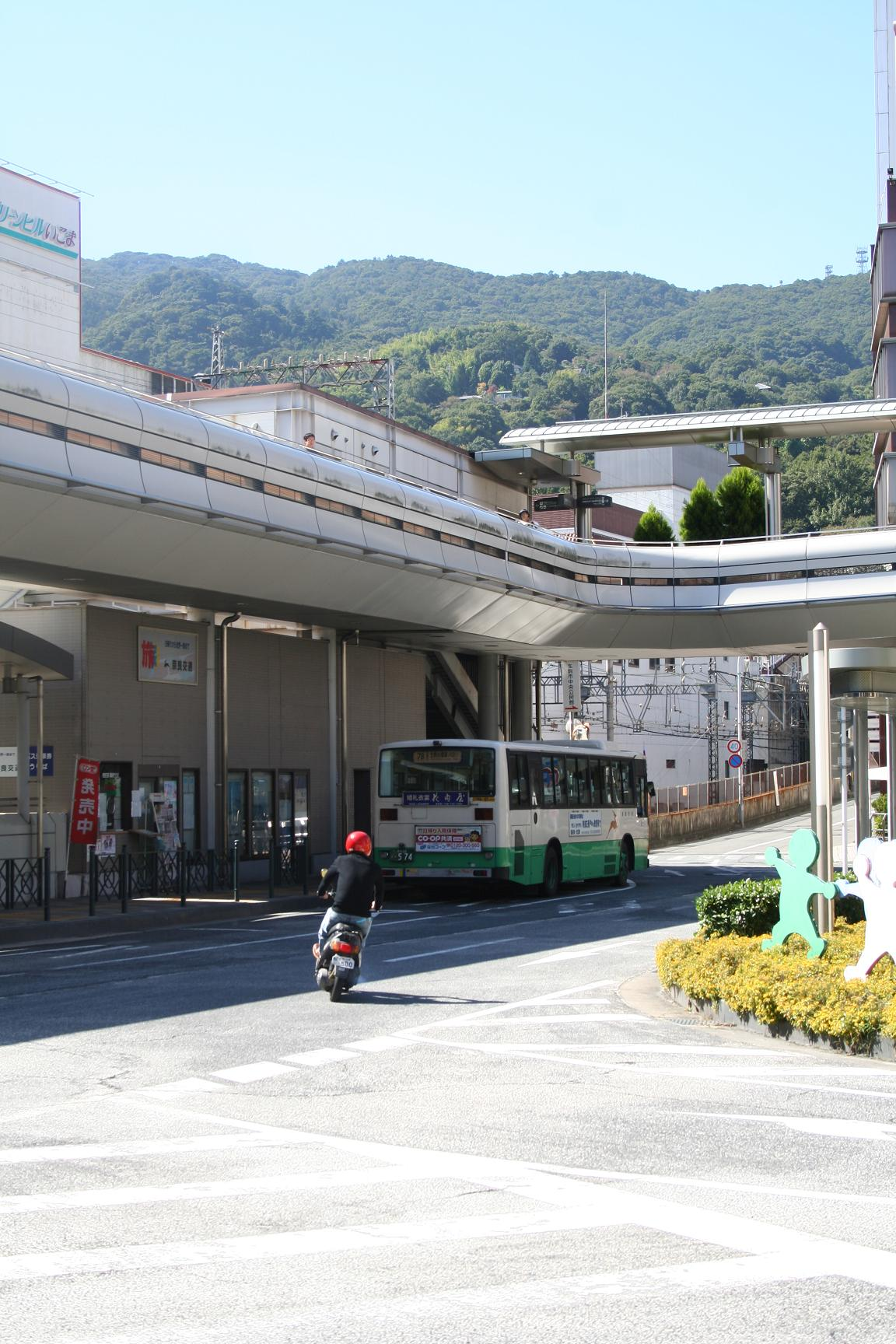
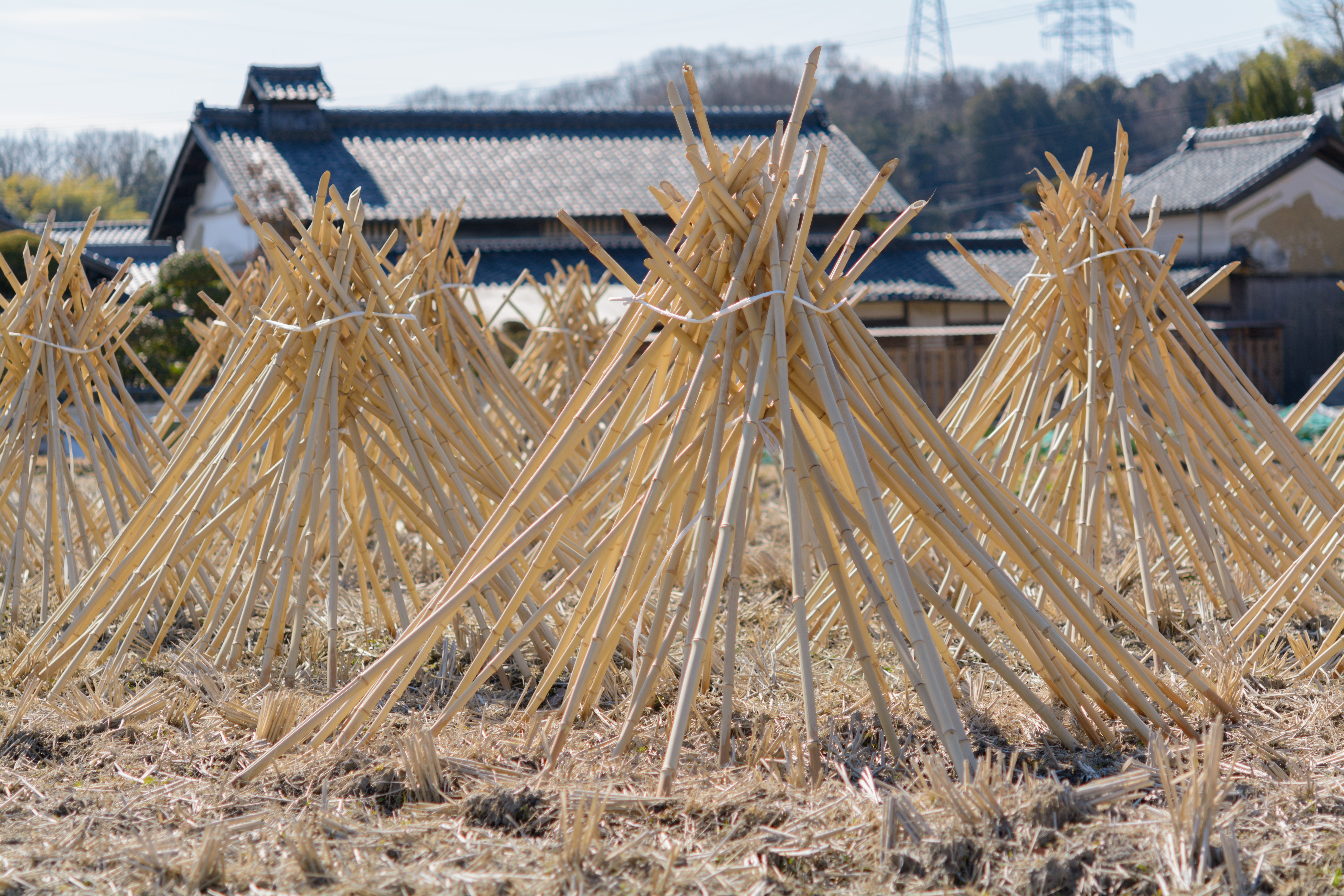
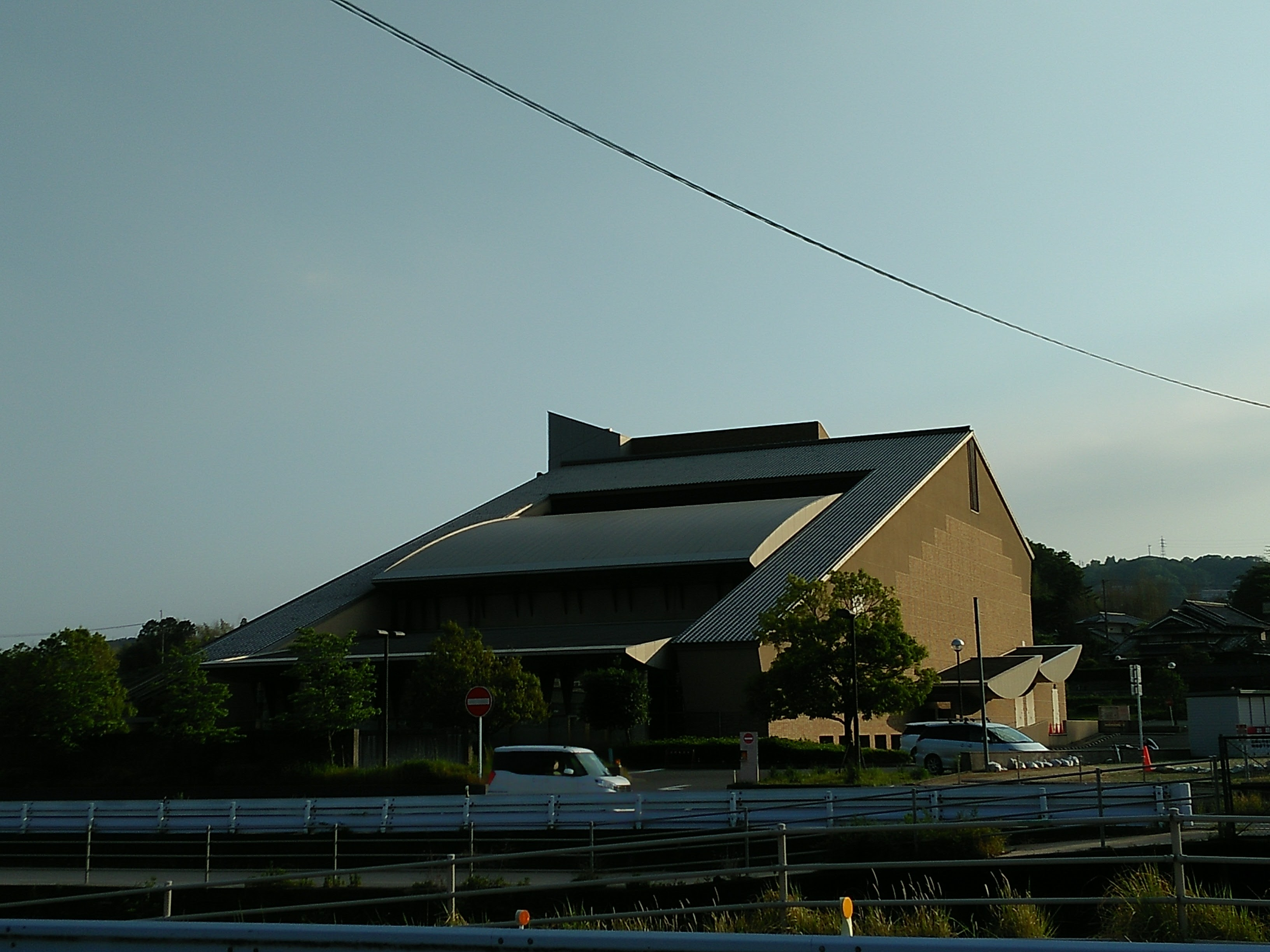
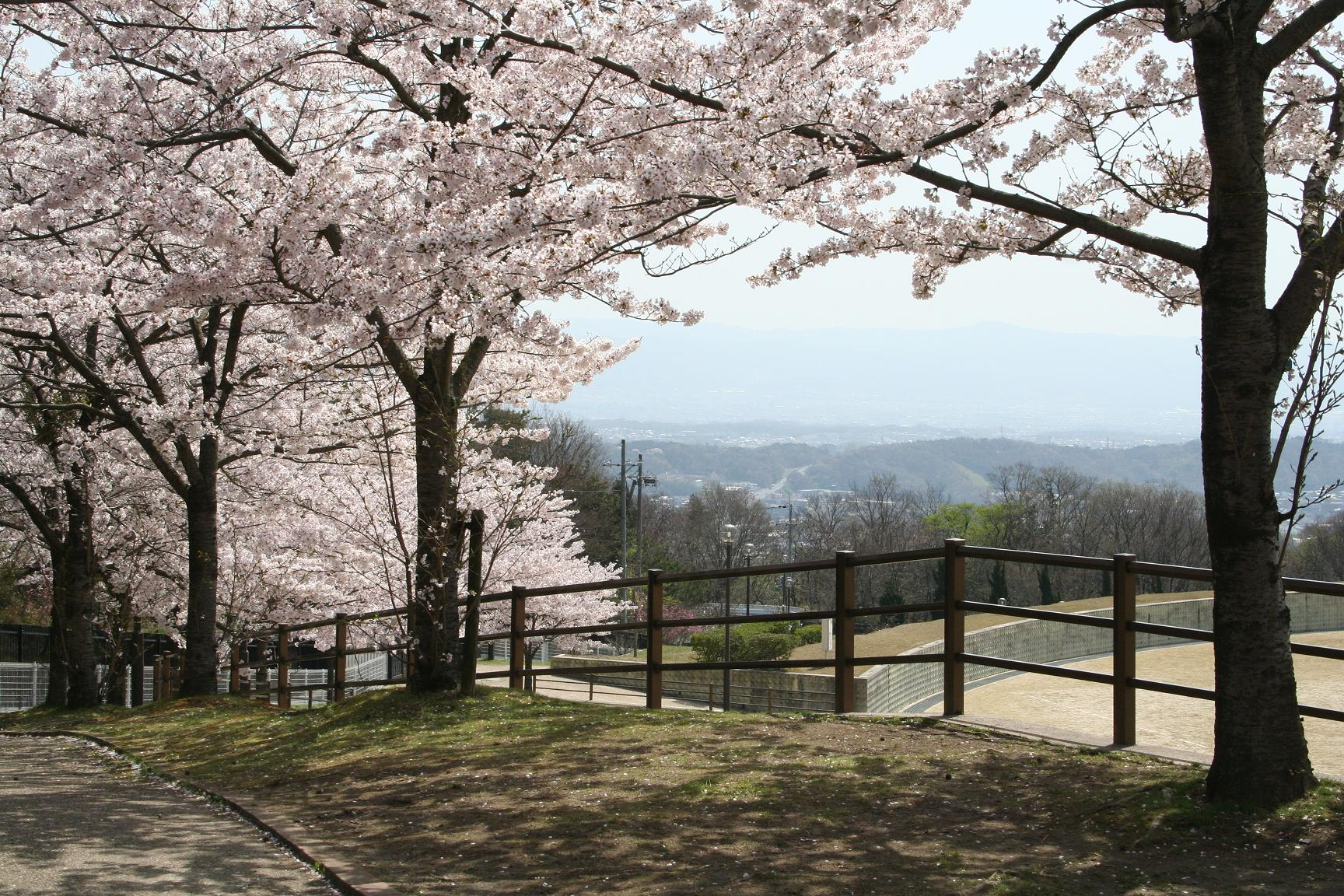
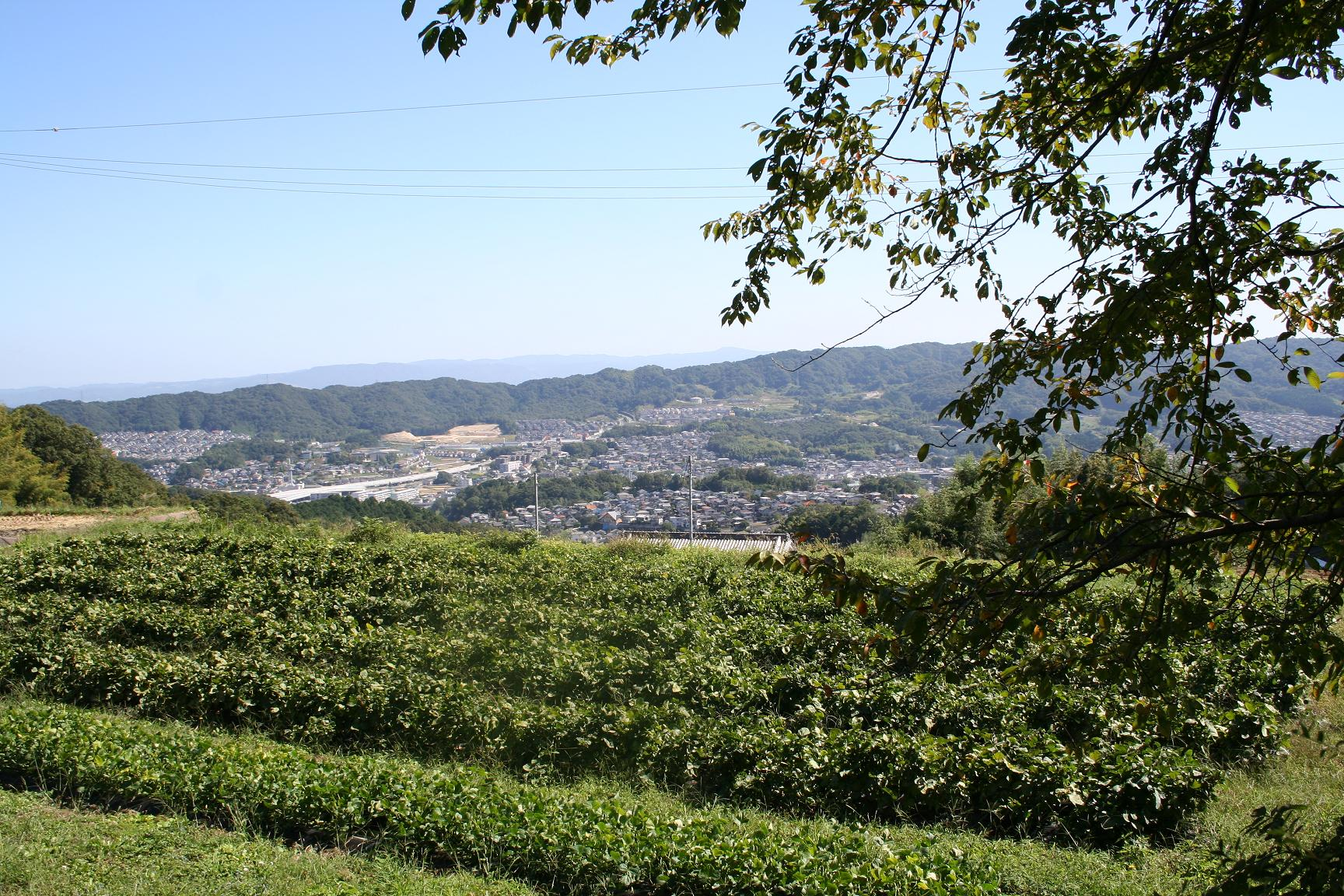